# Sobrado (Galizia)
Sobrado è un comune spagnolo di 2 037 abitanti situato nella comunità autonoma della Galizia. È nel suo territorio comunale che ha origine, sui Montes de Bocelo, il Tambre.